# Kenneth Stevenson
Kenneth William Stevenson (* 9. November 1949 in Aberlady, nahe Edinburgh; † 11. Januar 2011 in Southampton) war ein britischer anglikanischer Geistlicher und war von 1995 bis 2009 Bischof von Portsmouth.

## Leben und Karriere
Stevenson entstammte sowohl mütterlicherseits als auch väterlicherseits mehreren Generationen von Geistlichen. Sein Vater war Geistlicher, der Vater seiner Mutter war Bischof in Dänemark. Er ist schottisch-dänischer Abstammung. Seine Mutter war Dänin; sein Vater hatte seine spätere Ehefrau in Dänemark kennengelernt, als er dort im Kirchendienst tätig war. Stevenson selbst sprach fließend Dänisch. Auch Predigten verfasste und hielt er in dänischer Sprache.
Stevenson besuchte von 1957 bis 1966 die Edinburgh Academy. Er machte 1970 einen Master of Arts an der Edinburgh University, den er mit Auszeichnung abschloss. Zur Vorbereitung auf das Priesteramt besuchte er ab 1970 das Sarum and Wells Theological College. Stevenson wurde 1973 in der Kathedrale von Lincoln zum Diakon und 1974 zum Priester geweiht. Von 1973 bis 1976 war er Hilfsvikar in Grantham und gleichzeitig verantwortlich für die Kirchengemeinde in Manthorpe. Seinen Doktor in Philosophie legte er 1975 an der Southampton University ab.
Von 1976 bis 1980 war er Vikar in Boston. Gleichzeitig war er von 1975 bis 1980 Priester und Tutor am Lincoln Theological College in Lincoln. Von 1980 bis 1986 war er Kaplan und Hochschullehrer an der Manchester University. Ebenso war er in dieser Zeit Dekan (Team Vicar) und Gemeindepfarrer im Stadtteil Whitworth in Manchester. 1983 übernahm er eine Gastprofessur an der University of Notre Dame in den USA. Von 1986 bis 1995 war er Pfarrer an der Holy Trinity Church in Guildford.
1995 wurde er zum 8. Bischof von Portsmouth ernannt. Am 30. September 2009 trat er wegen einer Krebserkrankung in den Ruhestand. Er hatte sich zuvor bereits wegen Leukämie zweier Operationen unterziehen müssen. Sein Nachfolger wurde im Februar 2010 Christopher Foster.
Er ist auch Autor mehrerer theologischer Werke, zuletzt 2007 Waiting and Watching: The Riddle of Advent, ein Buch über die Adventszeit, und 2008 Take, Eat: Reflections on the Eucharist. 2001 gab er gemeinsam mit Rowan Williams, dem Erzbischof von Canterbury, und Geoffrey Rowell, dem Bischof von Europa, die Anthologie Love's Redeeming Work heraus, ein Handbuch zum Anglikanischen Glauben, das mittlerweile mehrere Auflagen erreichte und zu einem Bestseller wurde. Stevenson erhielt während seiner kirchlichen Laufbahn mehrere Auszeichnungen. 1987 erhielt er von der Manchester University einen Doktor in Theologie (Doctor of Divinity), 1990 wurde er Fellow of the Royal Historical Society (FRHistS). 2006 erhielt Stevenson die Ehrendoktorwürde im Fach Rechtswissenschaften (Hon LLD) von der University of Portsmouth. 2007 wurde ihm der Dannebrog-Orden verliehen.

## Mitgliedschaft im House of Lords
Stevenson gehörte seit dem 10. September 1999 dem House of Lords an. Seine Antrittsrede hielt er am 15. Dezember 1999. Zu seinen politischen Interessengebieten zählt er Fragen des Erziehungswesens, den Wohnungsbau, sowie Integration von Menschen mit Behinderungen, das Gesundheitswesen, Verfassungsfragen und die Einwanderungspolitik. Als Länder von besonderem Interesse gab Stevenson Dänemark und Skandinavien im Allgemeinen an.
Im House of Lords war er von 2002 bis 2003 Mitglied des Ausschusses für religiöse Straftaten (Religious Offences). Stevenson gehörte auch dem House of Lords' Offices Committee an. Von 2006 bis 2009 war er Vorsitzender der Geistlichen Lords (Convenor). Sein Nachfolger als Convenor wurde Tim Stevens. Stevensons Sitz im House of Lords übernahm ab 2009 der Bischof von Gloucester, Michael Francis Perham.

## Wirken in der Öffentlichkeit
Stevenson war ein überzeugter Vertreter der Ökumene innerhalb der Kirchen. Stevenson zeigte besonderes Interesse an der Zusammenarbeit mit anderen protestantischen Glaubensgemeinschaften. Einer seiner Schwerpunkte innerhalb seines kirchlichen Wirkens war deshalb die Zusammenarbeit mit den Lutherischen Kirchen in Nordeuropa, im Baltikum und in Island.
Von 1997 bis 2009 war er Vorsitzender der Anglo-Nordic-Baltic Theological Conference. Seit 2005 ist er im Rahmen der Porvoo-Gemeinschaft Vorsitzender des Porvoo Panel, zuvor war er von 1999 bis 2005 dessen stellvertretender Vorsitzender. Das Porvoo Panel koordiniert für die Church of England die Implementierung und Umsetzung der 1992 auf der Konferenz von Porvoo verfassten Erklärung über die Zusammenarbeit und gemeinsame Kommunion der vier anglikanischen Kirchen Großbritanniens, der Anglikanischen Kirche in Irland und den acht Lutherischen Nordischen und Baltischen Kirchen.
Im Juni 2003 lehnte er einen Kommentar zur Nominierung des homosexuellen Geistlichen Jeffrey John zum Weihbischof von Reading durch den Erzbischof von Canterbury, Rowan Williams, ab.
Stevenson gehörte am 7. Oktober 2008 zu den Unterzeichnern einer Erklärung, die zum Schutz von Kindern vor seelischer und körperlicher Gewalt aufrief.

## Privates und Tod
Stevenson war verheiratet und Vater von vier Kindern. Er lebte seit seinem Ruhestand mit seiner Frau Sarah in Chichester, wo er weiterhin theologische Schriften verfasste. Im September 2010 war bei einer theologischen Vorlesung vor den Bischöfen der Church of England in Oxford zuletzt öffentlich aufgetreten. Stevenson war seit mehreren Jahren an Leukämie erkrankt; in den letzten Monaten hatte sich sein Gesundheitszustand erheblich verschlechtert. Zuletzt wurde er, nach Aussage des Bischofs von Portsmouth, Christopher Foster, palliativmedizinisch versorgt. John Gladwin, der frühere Bischof von Chelmsford, würdigte Stevenson als „einen der wirklich großen Bischöfe der Church of England“. Am 26. Januar 2011 fanden in der Kathedrale von Portsmouth die Begräbnisfeierlichkeiten für Stevenson statt.

## Veröffentlichungen
- 1982: Nuptial Blessing: a Study of Christian Marriage Rites
- 1986: Eucharist and Offering
- 1988: Jerusalem Revisited
- 1989: The First Rites
- 1994: Covenant of Grace Renewed: a vision of the Eucharist in the 17th Century
- 1996: Handing On: Borderlands of Worship and Tradition
- 1998: The Mystery of Baptism in the Anglican Tradition
- 1998: All the Company of Heaven
- 2000: Abba Father: Using and Interpreting the Lord’s Prayer
- 2001: Love’s Redeeming Work: The Anglican Quest for Holiness (Herausgeber)
- 2002: Do This: The Shape, Style and Meaning of the Eucharist
- 2004: The Lord's Prayer: A Text in Tradition
- 2007: Rooted in Detachment: Living the Transfiguration
- 2007: Waiting and Watching: The Riddle of Advent
- 2008: Take, Eat: Reflections on the Eucharist